# Dietrich Henschel
Dietrich Henschel (Berlino, 22 maggio 1967) è un baritono tedesco.

## Biografia
Cresciuto a Norimberga ha studiato canto alla Hochschule für Musik und Theater München.
Nel 1997 è il protagonista di Der Prinz von Homburg di Hans Werner Henze alla Deutsche Oper Berlin e di Doktor Faust di Ferruccio Busoni diretto da Kent Nagano all'Opéra national de Lyon.

## Discografia (selezione)
- Bach: Cantatas, Vol. 1 - Bwv 7, 20, 30, 39, 75, 167 - Monteverdi Choir/Joanne Lunn/John Eliot Gardiner/English Baroque Soloists/Dietrich Henschel/Wilke Brummelstroete/Paul Agnew/Gillian Keith, 2000 SDG
- Bach: Cantatas, Vol. 28 - English Baroque Soloists/Monteverdi Choir/John Eliot Gardiner, 2013 SDG
- Bach: St. Matthew Passion - Collegium Vocale Gent/Philippe Herreweghe, 1999 harmonia mundi
- Beethoven: Missa Solemnis - Anne Schwanewilms/Christoph Eschenbach/London Philharmonic Orchestra & Choir/Nikolaï Schukoff/Annette Jahns/Dietrich Henschel, 2012 LPO
- Beethoven: Lieder - Dietrich Henschel/Michael Schäfer, 2003 harmonia mundi
- Beethoven: Symphony No. 9 - Orchestre des Champs-Elysées/Philippe Herreweghe, 1999 harmonia mundi
- Busoni, Doktor Faust - Kent Nagano/Dietrich Fischer-Dieskau, 1997/1998 Erato - Grammy Award for Best Opera Recording 2001
- Eötvös: 3 Sisters - Kent Nagano/Orchestre de l'Opera National de Lyon, 1999 Deutsche Grammophon
- Gluck: Alceste - Anne Sofie von Otter/English Baroque Soloists/John Eliot Gardiner/Paul Groves, 2002 Philips
- Grieg: Peer Gynt - Lambert Wilson/Inger Dam-Jensen/Guillaume Tourniaire/Geneva Motet Choir/Swiss Romande Orchestra/Eörs Kisfaludy/Sophie Koch/Dietrich Henschel, 2013 Aeon
- Haydn: The Creation - Sir Colin Davis (direttore d'orchestra)/Dietrich Henschel/London Symphony Orchestra, 2009 LSO
- Korngold: Lieder - Dietrich Henschel/Helmut Deutsch, 2002 harmonia mundi
- Mahler: Des Knaben Wunderhorn - Dietrich Henschel/Orchestre des Champs-Elysées/Philippe Herreweghe/Sarah Connolly, 2006 harmonia mundi
- Mahler: Complete Wunderhorn Songs - Dietrich Henschel/Boris Berez, 2013 Evil Penguin
- Schubert: An den Mond - Dietrich Henschel/Helmut Deutsch, 2004 harmonia mundi
- Schubert: Die Winterreise - Dietrich Henschel/Irwin Gage, 2000 Teldec
- Trojahn: Orest - Netherlands Philharmonic Orchestra/Chorus of De Nederlandse Opera/Marc Albrecht/Dietrich Henschel/Sarah Castle/Romy Petrick, 2013 Challenge
- Wolf: Prometheus - Deutsches Symphonie Orchester Berlin/Dietrich Henschel/Juliane Banse/Kent Nagano, 2005 harmonia mundi
- Wolf: Gedichte von Eduard Morike - Dietrich Henschel, 2013 Fuga Libera

## DVD (selezione)
- Krenek: Karl V/Kehraus um St. Stephan (Bregenz Festival, 2008), Capriccio
- Monteverdi: Il ritorno d'Ulisse in Patria (Zurich Opera, 2002) - Jonas Kaufmann/Nikolaus Harnoncourt, regia Klaus Michael Grüber, Arthaus Musik
- Strauss R: Capriccio (Paris National Opera, 2004) - Renée Fleming/Anne Sofie von Otter, Arthaus Musik
- Strauss R: Feuersnot (Teatro Massimo, 2014) - regia Emma Dante, Arthaus Musik